# Qatargas
Qatargas — компанія з Катару, що спеціалізується на виробництві та продажу скрапленого природного газу (СПГ).

## Історія
Компанія Qatargas заснована у 1984 році, як оператор трьох ліній зі зрідження природного газу проектною потужністю два мільйони тон на рік кожна (Qatargas-1). Перша партія СПГ виробництва Qatargas доставлена в Японію в 1996 році. У липні 2005 року з метою експлуатації та технічного обслуговування проектів Qatargas 1, Qatargas 2, Qatargas 3, Qatargas 4, Лаффан НПЗ, і інших активів утворена компанія Qatargas Operating Company Limited. 6 квітня 2009 року офіційно відкритий проект Qatargas-2. У листопаді 2010 року і січні 2011 року, відповідно, розпочато виробництво на Qatargas-3 і Qatargas-4.

## Діяльність
Qatargas — одна з найбільших світових компаній з виробництва СПГ. Сировина добувається на родовищі Північне/Південний Парс. Переробляється в СПГ і відвантажується клієнтам в промисловому центрі Рас-Лаффан.

#### Qatargas-1
Структура власності: Qatar Petroleum (QP) - 65%, Total - 10%, ExxonMobil - 10%, Mitsui - 7,5%, Marubeni - 7,5%. Орієнтовна вартість проекту склала $ 2,3 млрд. 
Проект анонсований у 1981 році. У 1984 році для його реалізації створено компанію Qatargas. Проектування і будівництво об'єкта здійснювала японська корпорація Chiyoda.
Робота зі спорудження заводу почалася в 1994 році з підготовки будівельного майданчика і створення інфраструктури, в тому числі 35-кілометрової під'їзної дороги.
Перша лінія скраплення газу побудована у вересні 1996 року, 39 місяців після укладення контракту, а три місяці по тому, з випередженням графіка, в дію вступила друга лінія. Будівництво третьої лінії почалося в липні 1995 року і закінчилося в березні 1998 року.
Кожна лінія має довжину 300 м. Зроблений СПГ зберігається перед відправкою в чотирьох резервуарах загальною місткістю 340 000 м³.
Перший танкер з СПГ, зробленому на об'єкті Qatargas-1, покинув порт Рас-Лаффан в грудні 1996 року. (СПГ-танкер   Al Zubarah , місткість: 135 000 м³ 
Первісна сумарна потужність трьох ліній скраплення газу становила 6mtpa (6 мільйонів тонн на рік), але після модернізації в 2005 році, в ході якої ліквідовані «вузькі місця» (проведена модернізація в тому числі компресорів і турбін), збільшена до поточної потужності 9,6 mtpa. 
У 2016 році компанія оголосила на своєму сайті про те, що видобуває і переробляє 45 мільйонів кубометрів газу на добу з двадцяти двох видобувних свердловин.
Проект Qatargas-1 обслуговується флотом з 11 суден місткістю по 135 000 м³.

#### Qatargas-2
Перша в світі повністю інтегрований ланцюжок з виробництва та збуту СПГ.
У проект входять лінії скраплення газу № 4 і № 5 - потужністю в 7,8 млн тон на рік кожна, три морських платформи по десять свердловин, п'ять резервуарів для зберігання СПГ ємністю по 145000 кубометрів кожен і три вантажних терміналу. Обслуговується флотом з десяти суден.
Постачає СПГ на Термінал ЗПГ Соуз Хук в Уельсі, звідки газ надходить в газопровід Південний Уельс. Ці поставки покривають 20% потреб  Великої Британії в СПГ.
Qatar Petroleum і ExxonMobil володіють відповідно 70% і 30% часткою в четвертій лінії. П'ята лінія на 65% належить QP, на 18,3% - ExxonMobil, і на 16,7% - Total. 

#### Qatargas-3
Лінія скраплення газу № 6, живиться за двома трубопроводами від трьох морських платформ по 11 свердловин кожна. Обслуговується флотом з десяти суден типу Q-Max і Q-Flex.
Спільне підприємство Qatar Petroleum (68,5%), ConocoPhillips (30%) і Mitsui (1,5%).

#### Qatargas-4
Лінія скраплення газу № 7, живиться за двома трубопроводами від трьох морських платформ по 11 свердловин кожна. Обслуговується флотом з восьми суден. 4 Q-Max і 4 Q-Flex.
Спільне підприємство Qatar Petroleum (70%) і Shell (30%). При цьому досягнуто згоди, що весь вироблений СПГ буде викуповувати Shell. В якості кінцевого ринку збуту розглядалися США. 

### Морська доставка СПГ
Qatargas здійснює транспортування СПГ з використанням двох класів танкерів-газовозів, відомих як Q-Max і Q-Flex 